# 풍세 요금소
풍세 요금소(豊歲料金所, Pungse TG)는 충청남도 천안시 동남구 풍세면에 위치했던 논산천안고속도로 본선 상의 요금소였다. 남천안 나들목에서 남쪽으로 약 2.4km 떨어진 위치에 있었다.
당초에는 천안 방향 차로에만 요금소가 있었으나 서산영덕고속도로 개통 이후에 양방향으로 바뀌었다.
2002년 12월 23일 논산천안고속도로가 개통되면서 영업을 개시했으며, 남천안 나들목 이남 구간에서 천안 방면으로 논산천안고속도로를 이용할 경우 이 요금소에서 요금을 징수하였다. 관리는 천안논산고속도로 풍세영업소에서 했었다.
2016년 11월 11일 논산천안고속도로를 포함한 민간투자고속도로 8개 노선에 원톨링 시스템이 적용되어 요금소가 불필요해짐에 따라 철거되었다.
철거된 부지에는 천안,논산 양 방향에 졸음쉼터가 들어섰다.

## 연혁
- 2001년 4월 2일 : 2002년 12월까지 천안 요금소 건설을 위해 충청남도 천안시 풍세면 미죽리 1.2km 구간 도로구역 결정[1]
- 2002년 12월 23일 : 논산천안고속도로 개통과 함께 영업 개시.
- 2009년 5월 28일 : 하이패스 차로 개통, 양방향 요금소로 전환.
- 2016년 11월 11일 : 원톨링 시스템 도입으로 인해 요금소 철거

## 교통량 정보
하행선 통행량은 2009년부터 집계되었다.
| 요금소             | 통행량 (대/일) | 통행량 (대/일) | 통행량 (대/일) | 통행량 (대/일) | 통행량 (대/일) | 통행량 (대/일) | 통행량 (대/일) | 통행량 (대/일) | 통행량 (대/일) | 통행량 (대/일) | 각주  |
| 요금소             | 2002년         | 2003년         | 2004년         | 2005년         | 2006년         | 2007년         | 2008년         | 2009년         | 2010년         | 2011년         | 각주  |
| ------------------ | -------------- | -------------- | -------------- | -------------- | -------------- | -------------- | -------------- | -------------- | -------------- | -------------- | ----- |
| 풍세 상행 (폐쇄식) | 7,453          | 12,806         | 12,806         | 16,211         | 17,640         | 18,910         | 18,935         | 20,669         | 23,790         | 25,815         | [ 2 ] |
| 풍세 하행 (폐쇄식) | 집계 자료 없음 | 집계 자료 없음 | 집계 자료 없음 | 집계 자료 없음 | 집계 자료 없음 | 집계 자료 없음 | 집계 자료 없음 | 21,468         | 23,367         | 25,365         | [ 2 ] |
| 요금소             | 2012년         | 2013년         | 2014년         | 2015년         | 2016년         | 2017년         | 2018년         | 2019년         |                |                | [ 2 ] |
| 풍세 상행 (폐쇄식) | 26,748         | 28,403         | 30,230         | 8,546          | 9,607          | 11,341         | 6,650          | 7,075          |                |                | [ 2 ] |
| 풍세 하행 (폐쇄식) | 26,275         | 27,918         | 30,088         | 31,047         | 31,549         | 26,627         | 22,643         | 23,480         |                |                | [ 2 ] |